# عصام القاضي
وُلد في مدينة صفد في فلسطين عام 1938 ولجأ إلى دمشق/ سورية عام 1948 اثر مجازر الصهاينة في فلسطين وتشريد شعبها. غصّ حلقه بمرارة الظلم واللجوء والتشرد من وطنه، وضجّ صدره وفكره بقوة باحثاً عن استرداد الحق المفقود والكرامة المهانة منذ نعومة أظافره.
درس في مدارس دمشق الرسمية ونال الثانوية العامة من ثانوية اسعد عبد الله، وأتم دراسته الجامعية ونال اجازة الآداب -قسم اللغة الإنكليزية من جامعة دمشق وعمل على اتمام دراسته العليا. في غرف ثانوية اسعد عبد الله وقاعات جامعة دمشق.. تكوّنت ملامح فكره وشخصيته وتفتحت مواهبه، إذ شارك حينها في تأسيس رابطة الأدب والحياة مع بعض اصدقائه ورفاقه. وجد في النشاط الطلابي النضالي مجاله الواسع في التعبير عن نوازعه الوطنية والقومية.. وخصوصاً مع تصاعد مدّ القومية العربية في حينه فشارك في تأسيس رابطة طلبة فلسطين في سورية، التي أصبحت فرع سورية للاتحاد العام لطلبة فلسطين، حيث رئس هذا الفرع عام 1959 وأصبح عضواً في المجلس الإداري للاتحاد العام لطلبة فلسطين في القاهرة خلال اعوام 1960-1964..فكان نشيطاً فاعلاً في تطوير خطط وسياسات هذا الاتحاد.
تبلورت ونضجت شخصيته وافكاره الوطنية والقومية بالتحاقه بصفوف المناضلين في حزب البعث العربي الاشتراكي خلال خمسينيات القرن الماضي فكان واضحاً صلباً في مواقفه وطروحاته، وتأكيده على ضرورة ربط القضية الفلسطينية بعمقها العربي، وبعدها القومي واعتبار الوحدة العربية طريق العودة إلى فلسطين، مرافقاً مرحلة النهوض القومي الكبير، الذي قاده حزب البعث العربي الاشتراكي والزعيم الراحل جمال عبد الناصر، والذي توّج بقيام الجمهورية العربية المتحدة.
إثر تعرض دولة الوحدة الوليدة لمؤامرة الانفصال وسقوط تجربة الوحدة الأولى في تاريخنا المعاصر.. نشطت قوى الشعب الفاعلة الحية بكل اطيافها السياسية والاجتماعية في مواجهة الانفصال، وعلى رأسها حزب البعث العربي الاشتراكي فانخرط الفقيد بالنضال ضد الانفصال معرضاً نفسه للملاحقة والاعتقال عدة مرات كما فعل مناضلو الحزب ومؤسساته النضالية التي نجحت في إعادة وصل احياء شرايينه التنظيمية للتصدي للانفصال حتى تم ذلك صبيحة الثامن من آذار 1963، الثورة التي دكت الانفصال ومرتكزاته النظرية والسلوكية، واعادت إلى سورية وجهها العروبي المشرق.
وفي مطلع الستينيات من القرن الماضي.. أدى حراك الشعب العربي الفلسطيني في الشتات إلى استنهاض وطني منظم.. إلى ولادة حركات وفصائل وجبهات نضالية فلسطينية تعمل من اجل تحرير فلسطين المغتصبة، ورافق ذلك تقديم مشروع من حزب البعث العربي الاشتراكي إلى مجلس جامعة الدول العربية بضرورة إنشاء كيان وطني فلسطيني، يبرز الشخصية الوطنية الفلسطينية ويتمتع بشرعية التمثيل.. مما سرع بإنشاء منظمة التحرير الفلسطينية التي أُعلن عن قيامها في مؤتمر القدس عام 1964 ومن ثم انطلاقة «الثورة الفلسطينية المعاصرة في 1965/1/1».
يومذاك تقاطر الرفاق البعثيون إلى صفوف العمل الفدائي، ومنهم الرفيق عصام القاضي، حيث تم إنشاء منظمة طلائع حرب التحرير الشعبية -قوات الصاعقة- كمنظمة قومية تمارس الكفاح المسلح من اجل تحرير فلسطين وذلك قُبيل حرب حزيران 1967.. وكان للفقيد القاضي ورفاقه في شعبة فلسطين آنئذٍ دورٌ كبير وبارز في انطلاقة هذه المنظمة الوليدة وفي طروحات ومفاهيم حرب التحرير الشعبية.
مع انطلاقة حركة التصحيح في 16 تشرين الثاني عام 1970 بقيادة الرفيق المناضل حافظ الأسد كان للرفيق عصام القاضي ورفاقه دور رئيسي وهام بين الرفاق البعثيين الفلسطينيين في ترسيخ الحركة التصحيحية داخل التنظيم الفلسطيني، توّجت بوصول الرفيق عصام القاضي.. عبر الانتخابات الحزبية في المؤتمر القطري الفلسطيني الثالث عام 1972 إلى منصب الأمين القطري الفلسطيني، وإلى انتخابه عضواً في القيادة القومية في المؤتمر القومي الثاني عشر عام 1975، حين تمكن مع رفاقه من إعادة بناء التنظيم الحزبي الفلسطيني، وانتشاره بين الجماهير العربية الفلسطينية، وارتقاء صيغته التنظيمية وكوادره الحزبية وفق نهج التصحيح المبارك.
بعد استشهاد زهير محسن الأمين العام لمنظمة طلائع حرب التحرير الشعبية - قوات الصاعقة - خلفه عصام القاضي عام 1979، وانتُخب نائبًا في المجلس الوطني الفلسطيني وعضواً في اللجنة التنفيذية لمنظمة التحرير الفلسطينية عام 1980. لقد كانت للفقيد القاضي مع رفاقه في قيادة التنظيم وقيادات الفصائل الوطنية الفلسطينية الأخرى، وكوكبة من رجالات فلسطين الوطنيين المستقلين جهود جبارة في بلورة خط المقاومة الرافض التنازلات على الساحة الفلسطينية ولا سيما بعد العدوان الإسرائيلي على لبنان 1982، واحتلال بيروت.. وفي تصليب وتعزيز هذا الخط، وهذا النهج لتأسيس جبهة الإنقاذ الوطني الفلسطيني.
لقد جرى تصليب وتقوية وتدعيم نهج المقاومة بانطلاقة الانتفاضة الأولى انتفاضة الحجر، والانتفاضة الثانية- انتفاضة الأقصى.. ومع ولادة فصائل وطنية فلسطينية جديدة داخل الأراضي الفلسطينية المحتلة، مما صعّد وانضج المقاومة، ونقلها إلى مرحلة جديدة متطورة في مواقفها وعملياتها واستراتيجيتها وخططها حيث طوّرت صيغَ عمل وتفاهم بين الفصائل الوطنية والإسلامية بقيام التحالف الوطني الفلسطيني بفصائله العشرة وهذا اعاد «الصراع العربي- الإسرائيلي» إلى مربعه الأول. لقد عمل عصام القاضي مع رفاقه وقادة فصائل التحالف الوطني على تطوير اساليب وصيغ العمل الوطني والنضالي، وعلى نشر ثقافة المقاومة والممانعة، والتصدي لثقافة الهزيمة والاستسلام على أرضية التمسك بالثوابت الوطنية والقومية والحقوق الوطنية الفلسطينية، حق العودة وحق تقرير المصير وحق اقامة الدولة الفلسطينية المستقلة، وعاصمتها القدس الشريف.
شيع يوم 18 يوليو 2006، جثمان عصام القاضي عضو القيادة القومية لحزب البعث العربي الاشتراكي الأمين القطري للتنظيم الفلسطيني للحزب إلى مثواه الأخير في مقبرة الدحداح بدمشق.